# Siphonophora millepeda
Siphonophora millepeda är en mångfotingart som beskrevs av Loomis 1934. Siphonophora millepeda ingår i släktet Siphonophora och familjen Siphonophoridae. Inga underarter finns listade i Catalogue of Life.